# Christian Jensen (Journalist)
Christian Jensen (geboren 1972) ist ein dänischer Journalist. Er ist seit 2016 verantwortlicher Chefredakteur der liberalen Tageszeitung Politiken.

## Leben und Wirken
Jensen schloss 1999 eine Ausbildung an der Danmarks Journalisthøjskole ab und machte in dieser Zeit ein Praktikum bei der Morgenzeitung Jyllands-Posten. Von 1999 bis 2002 war er zunächst als investigativer Journalist im gesellschaftspolitischen Ressort, bald als Sonntags- und Nachrichtenredakteur und von 2007 bis 2010 schließlich als Mitglied der Chefredaktion bei der liberal-konservativen Tageszeitung Berlingske tätig. Von 2010 bis 2016 war Jensen verantwortlicher Chefredakteur des linksliberalen Dagbladet Information und verhalf dem Blatt in dieser Zeit zu einer Erneuerung und Digitalisierung. Im Jahr 2016 wurde Jensen als Nachfolger Bo Lidegaards zum verantwortlichen Chefredakteur von Politiken ernannt.
Bekannt ist Jensen in Dänemark für seinen Einsatz für den Klimaschutz. Anlässlich der Ergebnisse der UN-Klimakonferenz in Katowice 2018 verkündete Jensen: „Wir haben den Ernst der Lage verstanden. […] Ab jetzt wird gehandelt und nicht mehr nur geredet.“ In der Folge verstärkte er die Berichterstattung über die Klimakrise, beendete für Politiken-Mitarbeiter die Möglichkeit zu Flugreisen auf dienstlichen Inlandsstrecken und schränkte die Berichterstattung über Fernziele im Reiseteil der Zeitung stark ein.
Jensen ist verheiratet und Vater dreier Kinder; die Familie lebt in Charlottenlund.

## Veröffentlichungen (Auswahl)
- Krigens Købmænd. Gyldendal, 2000